# Endoclita undulifer
Endoclita undulifer es una especie de lepidóptero ditrisio perteneciente a la familia Hepialidae. Se encuentra en la India.
Se alimenta de especies de plantas que incluye a: Alnus, Byttneria, Callicarpa, Cryptomeria, Eucalyptus, y Gmelina.